# Bellvitge
Bellvitge – stacja metra w Barcelonie, na linii 1. Stacja została otwarta w 1989.